# Cyphalonotus
Genre
Cyphalonotus est un genre d'araignées aranéomorphes de la famille des Araneidae.

## Distribution
Les espèces de ce genre se rencontrent en Afrique subsaharienne, en Asie du Sud-Est et en Asie de l'Est.

## Liste des espèces
Selon World Spider Catalog (version 23.0, 04/03/2022) :
- Cyphalonotus assuliformis Simon, 1909
- Cyphalonotus benoiti Archer, 1965
- Cyphalonotus columnifer Simon, 1903
- Cyphalonotus elongatus Yin, Peng & Wang, 1994
- Cyphalonotus larvatus (Simon, 1881)
- Cyphalonotus selangor Dzulhelmi, 2015
- Cyphalonotus sumatranus Simon, 1899
- Cyphalonotus variabilis Yu, Kuntner & Cheng, 2022

## Systématique et taxinomie
Ce genre a été décrit par Simon en 1895 dans les Argiopidae.

## Publication originale
- Simon, 1895 : Histoire naturelle des araignées. Paris, vol. 1, p. 761-1084 (texte intégral).